# Auto Bleue
 (décembre 2012).
Auto Bleue était (jusqu'au 31 décembre 2018) le service de location de véhicules électriques en autopartage sur réservation (offre ZEN - aller-retour) ou sans réservation (offre FLEX - aller simple) proposé par la Métropole Nice Côte d'Azur.
Auto bleue offrait aux utilisateurs la possibilité d'avoir une voiture disponible 7j/7 et 24h/24 à proximité de chez eux. Auto Bleue disposait de 68 stations  et de près de 210 véhicules de différents types.
À partir de juillet 2017, Auto Bleue a proposé le système Izzie, un service d'autopartage en flotte libre (prise en main et dépôt d'un véhicule hors station, dans un périmètre géographique défini). Le service d'autopartage de véhicules électriques sans station d'Auto Bleue était le premier de ce type en France.
Auto Bleue a fermé définitivement le 31 décembre 2018 pour laisser la place à de nouveaux services sans station, sans abonnement.

## Historique
Le service Auto Bleue a été inauguré le 9 avril 2011 à Nice sur la place Masséna.

## Description du service

### Réseau
Les stations étaient réparties sur le territoire de la Métropole Nice Côte d'Azur.

On les trouvait dans les communes de Beaulieu-sur-Mer, Cagnes-sur-Mer, Carros, Colomars, Nice, Saint-Laurent-du-Var, La Trinité, Vence et Villefranche-sur-Mer .
Le 21 novembre 2018, la Métropole Nice Côte d’Azur choisit deux filiales du groupe EDF, Citelum et Izivia, pour étendre son réseau de bornes de recharge. 280 bornes du réseau seront modernisées avec des prises nouvelle génération et 73 bornes complémentaires seront également installées, portant l’ensemble du réseau à 500 points de charge.
L'infrastructure de recharge survivra à l'arrêt du service d'autopartage.

### Voitures
Les véhicules proposés par le service Auto Bleue étaient 100 % électriques.
Ils affichaient une autonomie d'environ 70 à 130 km (selon le style de conduite et le type de véhicule) et se rechargeaient en 6h en moyenne.
La flotte se composait de 139 Peugeot iOn, 17 mia (mia electric), 21 utilitaires Peugeot Partner ou Citroën Berlingo dont 1 équipé pour le transport d'un passager en fauteuil roulant (PMR) et 30 Renault ZOE.

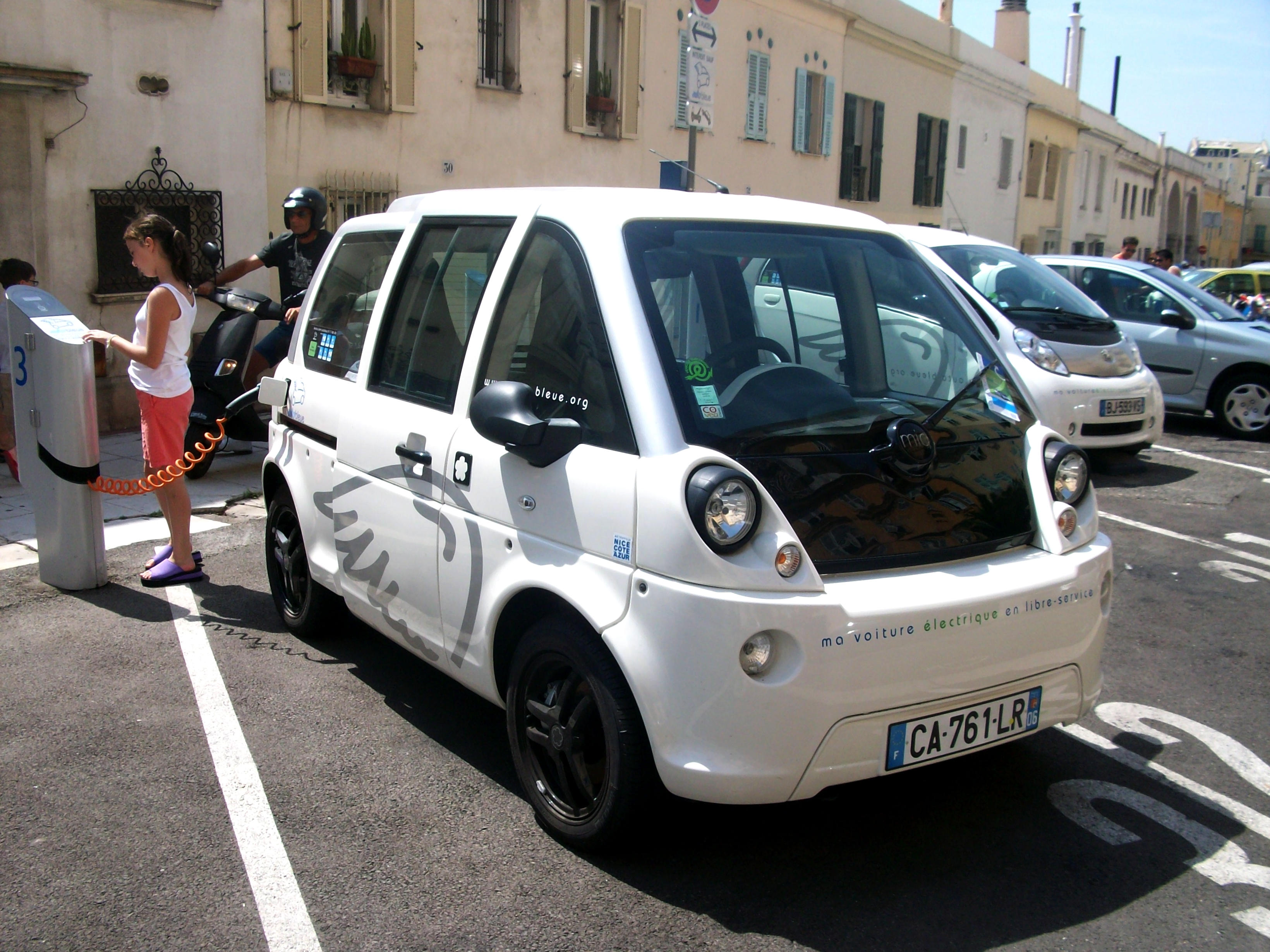
Mia
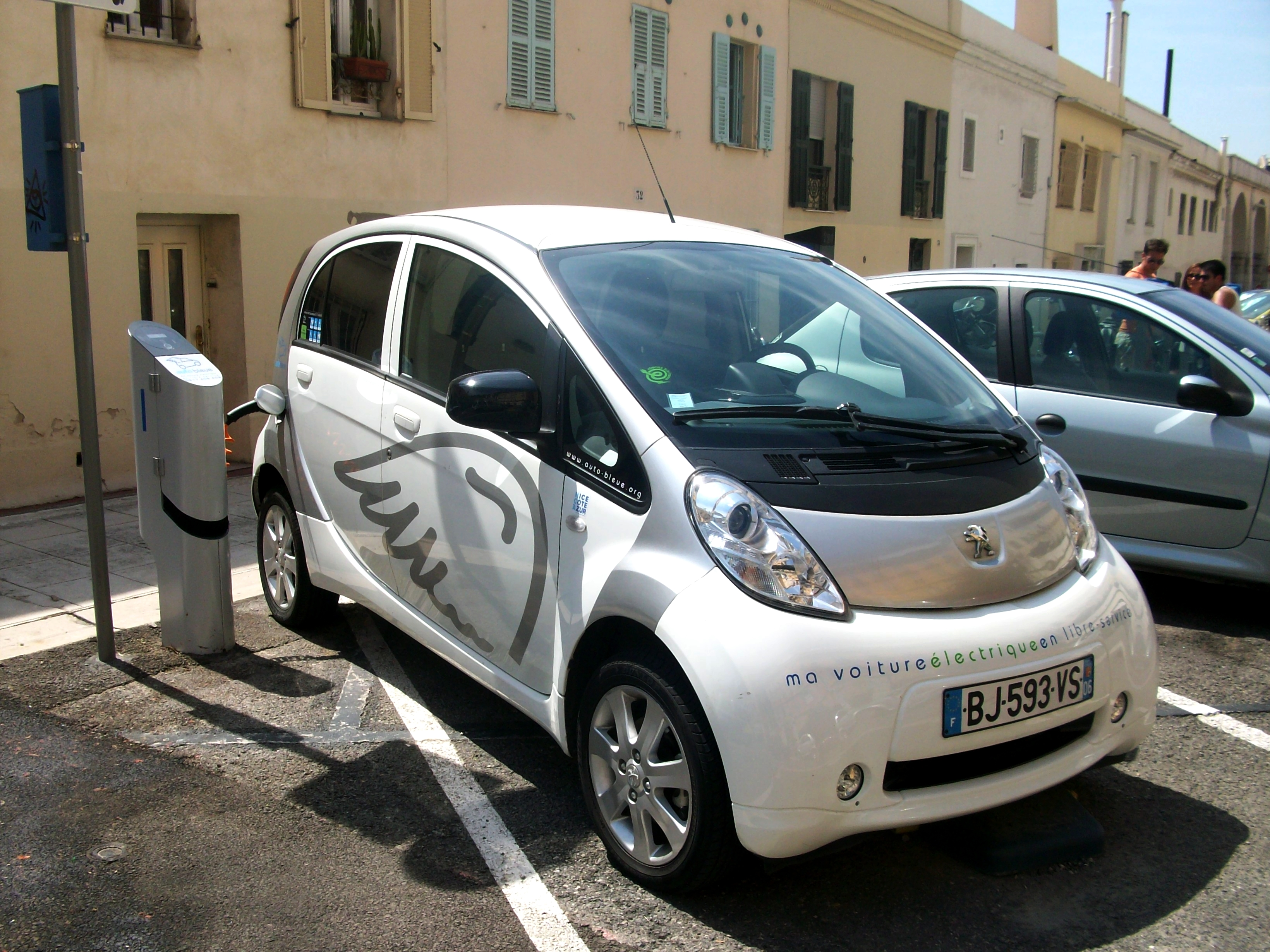
Peugeot iOn

Les véhicules étaient équipés de la technologie fournie par VULOG, une startup locale, qui a pu déployer son système dans le monde entier à la suite de ce premier succès technique et commercial.

### Stations
Chacune des stations comptait cinq places de stationnement dont trois destinées à l'autopartage, et deux destinées aux rechargements de véhicules privatifs.